# Agrostis muscosa
Agrostis muscosa là một loài thực vật có hoa trong họ Hòa thảo. Loài này được Kirk mô tả khoa học đầu tiên năm 1881.